# Tabanus aurisparsus
Tabanus aurisparsus är en tvåvingeart som beskrevs av Schuurmans Stekhoven 1926. Tabanus aurisparsus ingår i släktet Tabanus och familjen bromsar. Inga underarter finns listade i Catalogue of Life.